# پیدمونت، شهرستان مرسر، ویرجینیای غربی
پیدمونت (به انگلیسی: Piedmont) یک منطقهٔ مسکونی در ایالات متحده آمریکا است که در شهرستان مرسر، ویرجینیای غربی واقع شده‌است. پیدمونت  ۷۴۰٫۰۶ متر بالاتر از سطح دریا واقع شده‌است.